# Alarik Hallström
Ragnar Sigurd Alarik Hallström, född den 9 augusti 1849 i Mo församling, Gävleborgs län, död den 17 september 1927 i Karlstad, var en svensk språk- och skolman. 
Hallström blev student vid Uppsala universitet 1867, filosofie kandidat 1872, filosofie licentiat 1878 och filosofie doktor 1880. Han var docent i klassiska språk vid Uppsala universitet 1880–1882 och lektor i latin och grekiska vid högre allmänna läroverket i Karlstad 1882–1915. Hallström blev riddare av Nordstjärneorden 1903. Han vilar på Ruds kyrkogård i Karlstad.